# Nichiren-buddhism

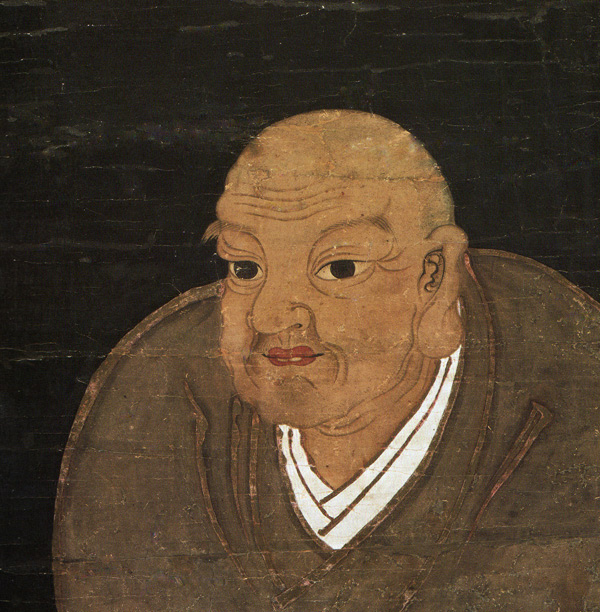
Målning föreställande Nichiren.

Nichiren-buddhism är en japansk gren inom Mahayana-buddhismen. Begreppet omfattar ett antal skolor och inriktningar, men samtliga utgår från den japanske munken Nichirens lära och anser att lotussutran innehåller den ädlaste av alla Buddhas läror. De olika skolorna/inriktningarna inom nichiren-buddhism är oense om bland annat vad de skulle ha för inställning till andra buddhistiska grupper, hur aggressivt de skulle försöka sprida Nichirens lära, och om de två delarna av lotussutran är lika viktiga eller om den ena delen är viktigare än den andra.
Under meijiperioden, år 1874, erkändes 6 olika skolor/inriktningar av nichiren-buddhism i Japan.
Recitation av namu myōhōrengekyō det huvudsakliga utövandet för följare av nichiren-buddhism. Frasen betyder "vördnad inför skriften av den storslagna dharmans lotusblomma".
En av de större grenarna i Nichiren-buddhismen är Soka Gakkai. 